# Dante Bacigalupo
Dante Juan Bacigalupo Marió es un ingeniero y empresario chileno, ex gerente general de la Empresa de Obras Sanitarias de Valparaíso (Esval).
Se formó como ingeniero civil estructural en la Universidad de Chile de la capital, donde compartió aulas con el después presidente del país, Eduardo Frei Ruiz-Tagle.
 Posteriormente se especializó en administración de proyectos de inversión y gestión de los respectivos contratos..
Entre 1972 y 1979 ejerció su profesión en la gerencia técnica de Codelco-Chile.
Más tarde desarrolló una empresa de ingeniería, la que vendería a un grupo canadiense.
A fines de 1995 asumió como director de proyectos de Esval, cargo en el que dependía directamente del directorio. En el ejercicio de esa responsabilidad le correspondió impulsar el emisario submarino con el que la empresa anticipó la descontaminación de las playas de Viña del Mar en espera del término del colector principal.
Entre los años 1997 y 1999, vale decir, hasta la privatización de la compañía, cumplió labores como gerente general. Terminó su vínculo con la sanitaria en 2006, tras presentar su renuncia al directorio, cargo en el que permaneció desde su salida de la gerencia.